# Cerro Oke Okeni
Cerro Oke Okeni är ett berg i Bolivia. Det ligger i den västra delen av landet, 400 km väster om huvudstaden Sucre. Toppen på Cerro Oke Okeni är 5 111 meter över havet, eller 12 meter över den omgivande terrängen. Bredden vid basen är 0,26 km.
Terrängen runt Cerro Oke Okeni är kuperad åt nordost, men åt sydväst är den bergig. Trakten runt Cerro Oke Okeni är nära nog obefolkad, med mindre än två invånare per kvadratkilometer.. 
Omgivningarna runt Cerro Oke Okeni är i huvudsak ett öppet busklandskap.